# Xã Alden, Quận McHenry, Illinois
Xã Alden (tiếng Anh: Alden Township) là một xã thuộc quận McHenry, tiểu bang Illinois, Hoa Kỳ. Năm 2010, dân số của xã này là 1.402 người.